# Grand Pilier d'Angle
O Grand Pilier d'Angle () é uma montanha com 4243 m de altitude, pelo que faz parte dos 4000 dos Alpes. Fica  situado no Maciço do Monte Branco, e o cimo desta montanha é parte integrante do itinerário da aresta de Peuterey. O cume situa-se em território da Itália.

## História
Na ocasião da sua primeira ascensão, feita por Walter Bonatti este afirmou: Ela é sem dúvida a parede mista, rocha-gelo, mais sombria, mais selvagem e a mais perigosa que já observei nos Alpes.

## Ascensões
Nenhuma ascensão é fácil neste Grande Pilar de Ângulo, pelo que cada via de montanha toma o nome do que o  primeiro a conquistou
- a primeira ascensão realizou-se em 3 Agosto de 1957  por Walter Bonatti e Toni Gobbi pela face NE, e pela sua dificuldade esta via de montanha que se chama Bonatti-Gobbi
- a primeira invernal foi feita por A. Dvorak, J. Kurczak, A. Mroz, T. Pietrowsky 5-9 de Março 1971
- 3 de Agosto 1975 -  solitária feita por Nicolas Jaeger pela via Bonatti-Gobbi
- le 5-7 Junho 1984 - aberta por Patrick Gabarrou e François Marsigny e considerada a mais difícil (cotação (ABO) e chamada Divine Providence (Divina providência)!